# Papaipema aweme
Papaipema aweme är en fjärilsart som beskrevs av Lyman 1908. Papaipema aweme ingår i släktet Papaipema och familjen nattflyn. Inga underarter finns listade i Catalogue of Life.